# مارخوت فان خفن
مارخوت فان خفن (انگلیسی: Margot van Geffen؛ زادهٔ ۲۳ نوامبر ۱۹۸۹) بازیکن هاکی روی چمن اهل هلند است.